# California Automobile Company (Los Angeles)
California Automobile Company war ein US-amerikanischer Hersteller von Automobilen aus Los Angeles.

## Unternehmensgeschichte
Das Unternehmen wurde 1909 in Kalifornien gegründet. Im November wurde die Auto Vehicle Company übernommen. Deren Verkaufsleiter Volney S. Beardsley wurde Präsident und Fred Hooker Jones Sekretär und Schatzmeister. John D. Hooker, George W. Tape und Russell J. Waters waren ebenfalls beteiligt. Die Produktion der Tourist-Automobile wurde fortgesetzt. Außerdem wurde ein Modell als California vermarktet. Im Februar 1910 präsentierte das Unternehmen Fahrzeuge auf der South California Automobile Show. Im April 1910 wurde ein Jahresziel von 150 Fahrzeugen verkündet. Im September 1910 endete die Produktion aufgrund von Materialknappheit, da das Unternehmen keinen Vertrag mit George Baldwin Selden, dem Inhaber des Selden-Patents, hatte. Als Händler für Firestone-Columbus, Warren und Columbus existierte das Unternehmen noch bis mindestens 1913. In dem Jahr gab es Pläne, die Fahrzeugproduktion erneut aufzunehmen. Dazu wurde die Beardsley Electric Company gegründet. Nach 1913 verliert sich die Spur des Unternehmens.
Es gab keine Verbindungen zu den anderen Herstellern von Fahrzeugen der Marke California: California Automobile Company, California Motor Company und California Motors.

## Fahrzeuge

### Markenname Tourist
Die Fahrzeuge wurden unverändert weiter gebaut.

### Markenname California
Im Angebot standen drei verschiedene Modelle. Sie hatten einen Vierzylindermotor. Im 30 HP leistete der Motor 30 PS, im 40 HP 40 PS und im 50 HP 50 PS. Das schwächste Modell hatte ein Fahrgestell mit 269 cm Radstand sowie einen Aufbau als Torpedo. Die beiden anderen Modelle hatte 300 cm Radstand und waren als Tourenwagen karosseriert.
| Jahr | Modell | Zylinder | Leistung (PS) | Radstand (cm) | Aufbau      |
| ---- | ------ | -------- | ------------- | ------------- | ----------- |
| 1910 | 30 HP  | 4        | 30            | 269           | Torpedo     |
| 1910 | 40 HP  | 4        | 40            | 300           | Tourenwagen |
| 1910 | 50 HP  | 4        | 50            | 300           | Tourenwagen |